# Pegomya spinisoides
Pegomya spinisoides är en tvåvingeart som beskrevs av John Otterbein Snyder 1952. Pegomya spinisoides ingår i släktet Pegomya och familjen blomsterflugor. Inga underarter finns listade i Catalogue of Life.